# Каржау Євгеній Кадимович
Євгеній Кадимович Каржау — український військовослужбовець, полковник Повітряних сил Збройних сил України, учасник російсько-української війни. Кавалер ордена «За мужність» III ступеня (2016).

## Життєпис
Станом на 2019 рік командир 114-ї бригади тактичної авіації.

## Військові звання
- полковник[2];
- підполковник.

## Нагороди
- орден «За мужність» III ступеня (5 серпня 2016) — за особисту мужність і високий професіоналізм, виявлені у захисті державного суверенітету та територіальної цілісності України, зразкове виконання військового обов'язку та з нагоди Дня Повітряних Сил Збройних Сил України[1];
- відзнака міського голови м. Івано-Франківська «За честь і звитягу» (2021)[3].